# Arsen Chilingaryan
Arsen Chilingaryan (en armenio: Արսեն Չիլինգարյան, Ereván, 12 de octubre de 1965-Grenoble, 14 de mayo de 2013) fue un entrenador y jugador de fútbol profesional armenio que jugaba en la demarcación de defensa.

## Biografía
Arsen Chilingaryan debutó como futbolista en 1983 a los 18 años con el Mika FC, en el que jugó durante una temporada un total de 20 partidos y marcó dos goles. Al acabar la temporada fue fichado por el FC Ararat Ereván, donde jugó hasta 1987, siendo este el año de su retiro, comprendiendo cuatro temporadas, 84 partidos jugados y dos goles. Cinco años después de su retirada volvió a los terrenos de juego como entrenador del FC Van Yerevan. También entrenó al Gandzasar F.C., FC Armavir, FC Kotayk Abovian y por último al Ulisses F.C., donde acabó su carrera como entrenador en 2007. Además entrenó a la selección de fútbol sub-17 de Armenia.
Arsen Chilingaryan falleció el 14 de mayo de 2013 en su casa de Grenoble tras una larga enfermedad.

## Clubes

### Como jugador
| Club             | País    | Año         | Partidos | Goles |
| ---------------- | ------- | ----------- | -------- | ----- |
| Mika FC          | Armenia | 1983 - 1984 | 20       | 2     |
| FC Ararat Ereván | Armenia | 1984 - 1987 | 84       | 2     |

### Como entrenador
| Club                                  | País    | Año         |
| ------------------------------------- | ------- | ----------- |
| FC Van Yerevan                        | Armenia | 1992 - 1993 |
| Gandzasar Kapan FC                    | Armenia | 2001        |
| FC Armavir                            | Armenia | 2002        |
| FC Kotayk Abovian                     | Armenia | 2005        |
| Selección de fútbol sub-17 de Armenia | Armenia | 2006        |
| Ulisses F.C.                          | Armenia | 2006 - 2007 |

## Palmarés
- Primera Liga de Armenia: 2002 - FC Armavir